# Grebbin
Grebbin is een ortsteil van de Duitse gemeente Obere Warnow in de deelstaat Mecklenburg-Voor-Pommeren. Tot het eindejaar van 2011 was Grebbin een zelfstandige gemeente met de ortsteilen Grebbin, Kossebade en Wozinkel.

## Geografie
Grebbin ligt ongeveer negen kilometer noordelijk van Parchim in een heuvelachtig landschap met enkele toppen, waarvan de hoogste nabij de 85,5 m. (NHN). In het hoofdzakelijk agrarische dorpsgebied ligt de bron van de Warnow. Deze lag naar overlevering onder een smederij, die in het kader van de Internationale Gartenbauausstellung 2003 in Rostock nagebouwd werd.

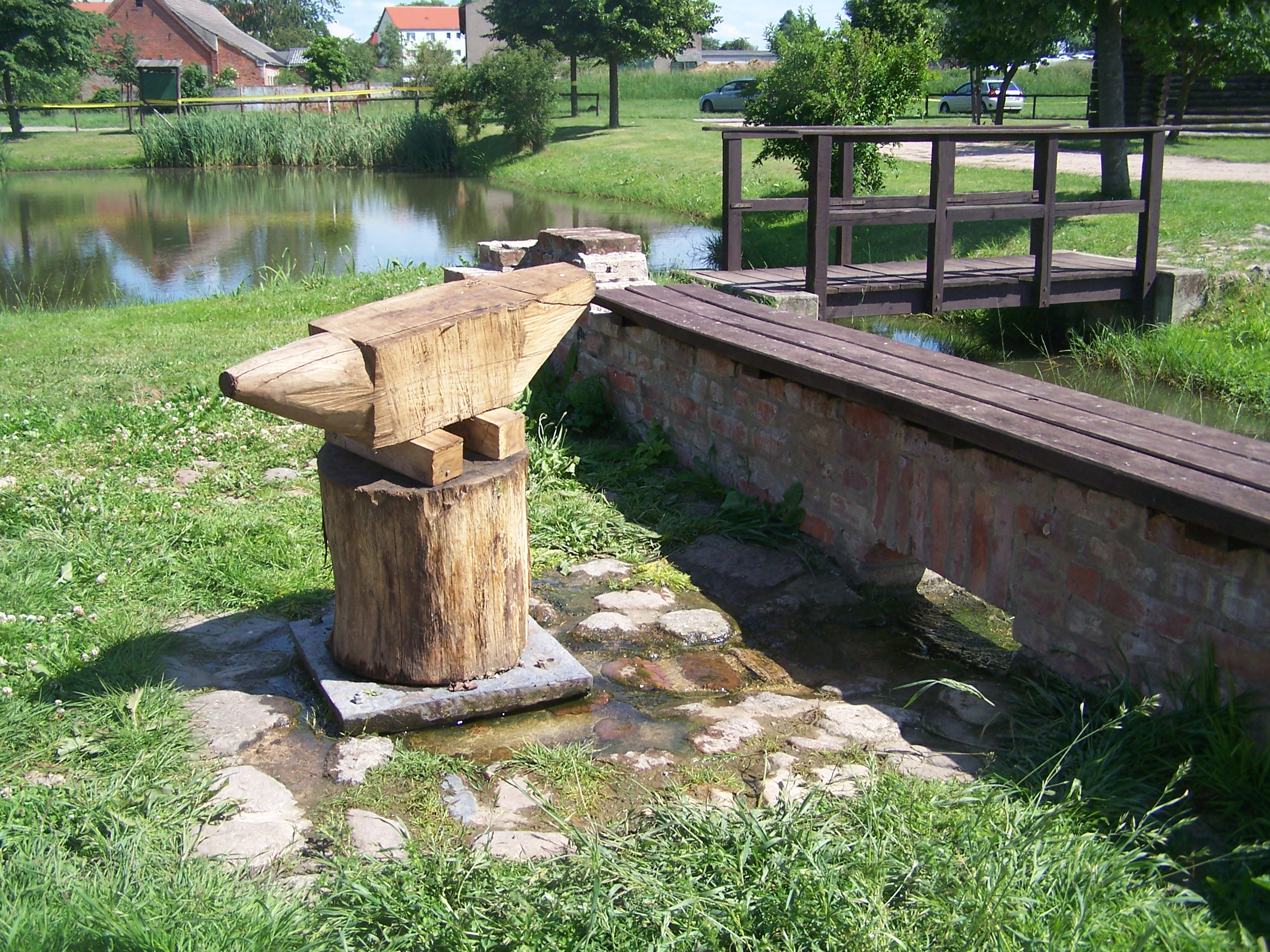
Warnowbron
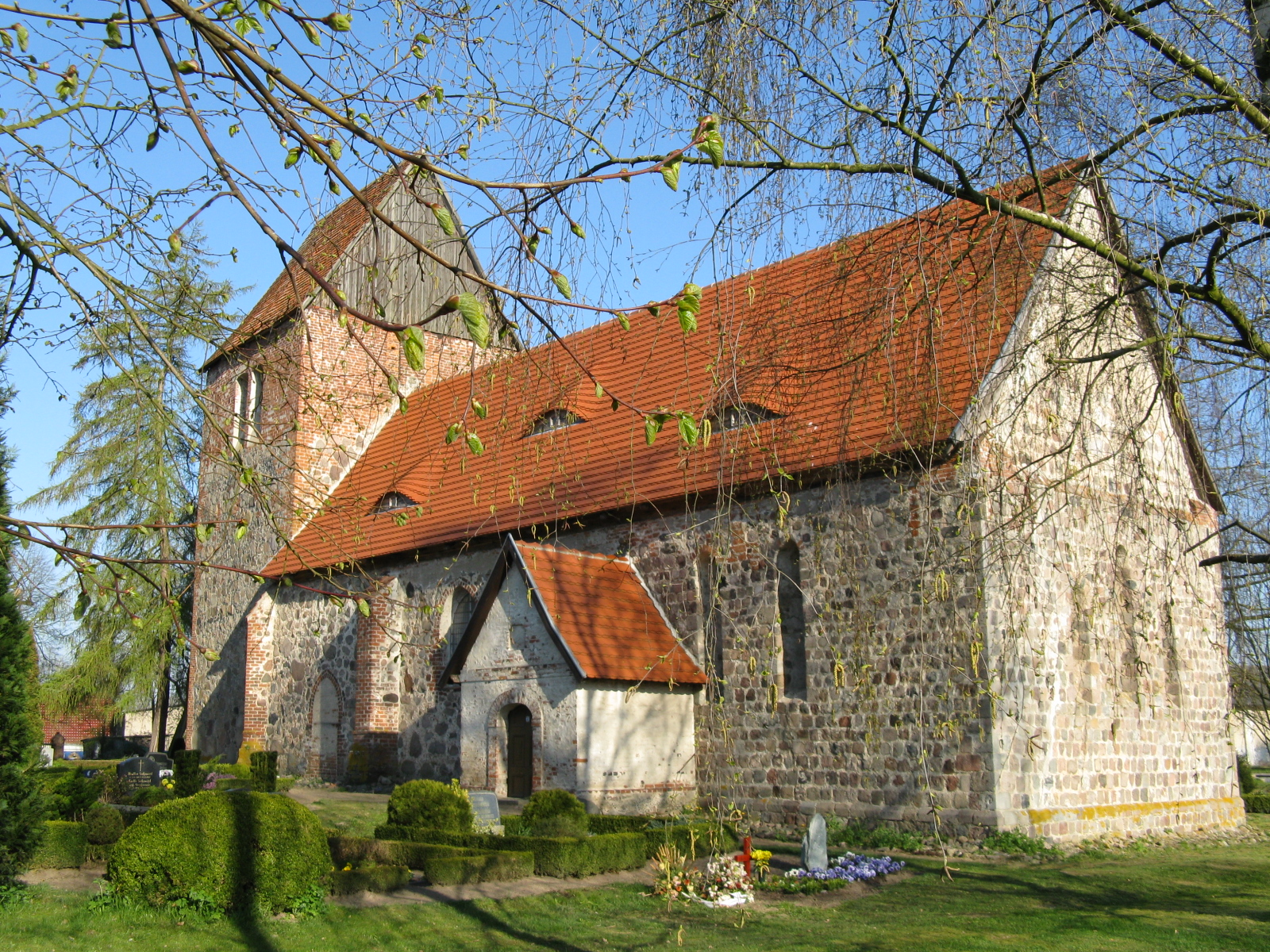
Dorpskerk
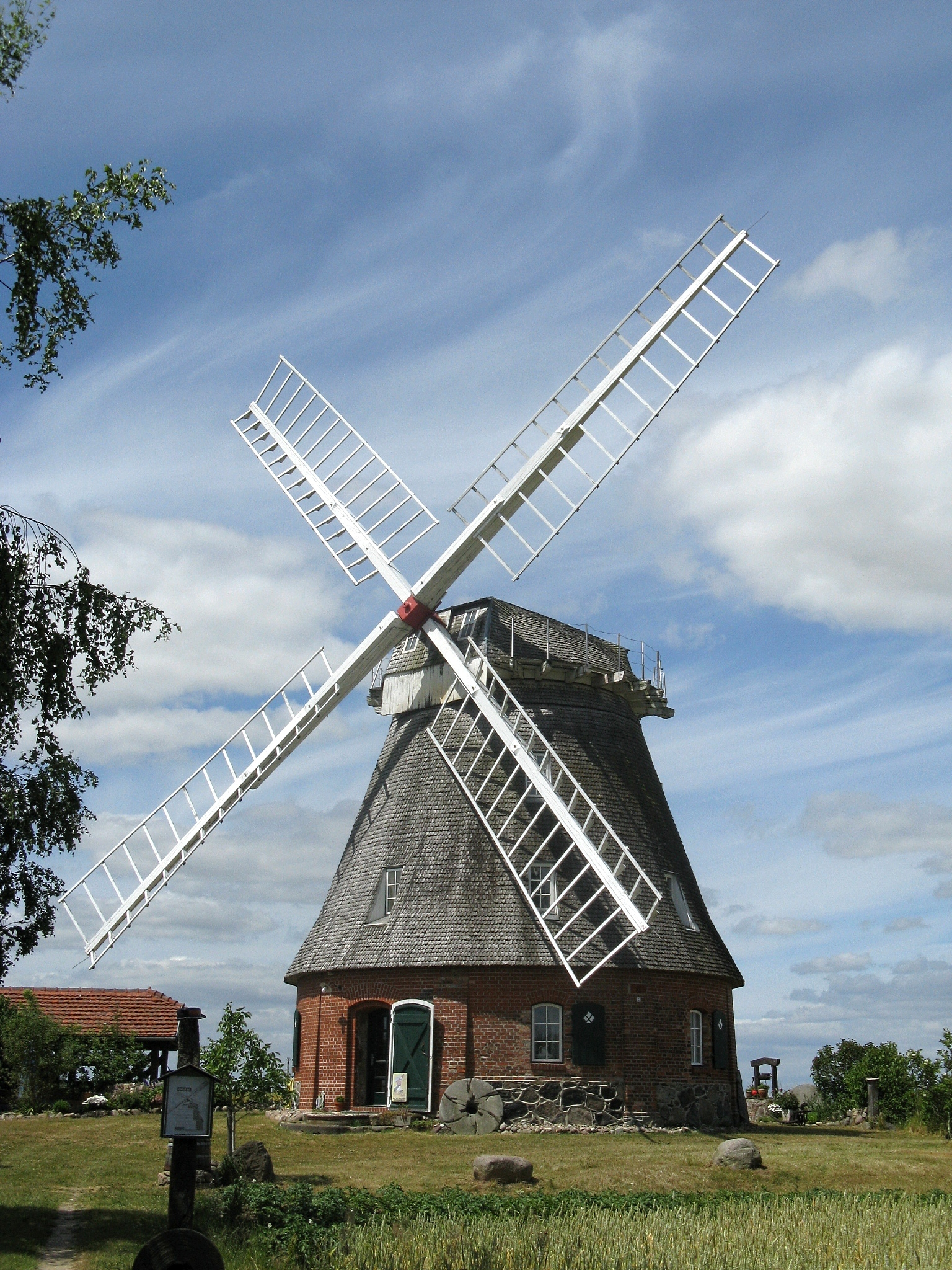
Windmolen in Grebbin